# Formation de Two Medicine

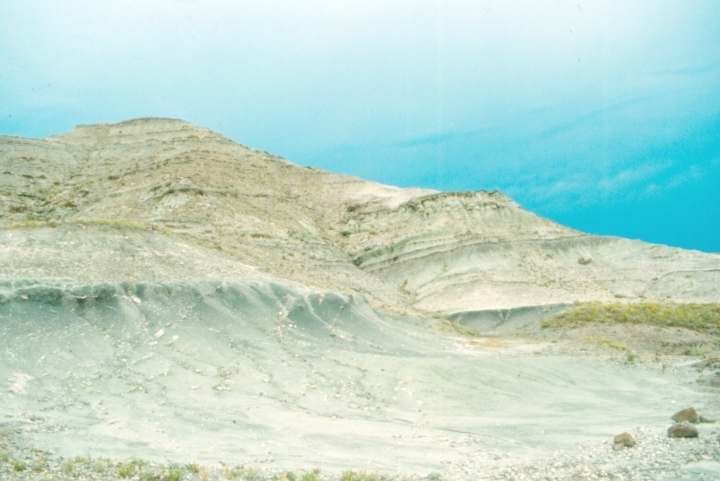
Formation de Two Medicine.

La formation de Two Medicine est une formation géologique constituée essentiellement de grès, située dans la région de Two Medicine au nord-ouest du Montana aux États-Unis qui s'est formée entre il y a environ entre 83,6 et 72,2 millions d'années, au cours du Campanien (Crétacé supérieur). Elle affleure à l'est de la ceinture de chevauchement des Montagnes Rocheuses, et sa partie ouest (environ 600 mètres d'épaisseur) est une région de plis et de failles tandis que sa partie est, qui s'amincit dans la Sweetgrass Arch, est le plus souvent une zone de plaines déformées. Au-dessous de la formation de Two Medicine, on trouve des dépôts littoraux (plage et zone de marée) de grès et au-dessus la Formation de Bearpaw. Tout au long du Campanien, la région a servi de frontière entre la mer de Niobraran et le Laramidia. C'était donc essentiellement une région de rivières et de deltas.
Elle est réputée pour ses très nombreuses espèces de dinosaures et de sites de nidification qui y ont été mis au jour.